# Грем'ячка (Шосткинський район)
Гре́м'ячка — село в Україні, у Ямпільській селищній громаді Шосткинського району Сумської області. Населення становить 408 осіб. До 2020 орган місцевого самоврядування — Воздвиженська сільська рада.

## Географія
Село Грем'ячка знаходиться на правому березі річки Шостка, вище за течією на відстані 4,5 км розташоване село Говорунове, нижче за течією на відстані 1,5 км розташоване село Туранівка, на протилежному березі — село Олине. По селу протікає пересихаючий струмок з загатою. Поруч проходить автомобільна дорога Т 1915.

## Історія
12 червня 2020 року, відповідно до розпорядження Кабінету Міністрів України № 723-р «Про визначення адміністративних центрів та затвердження територій територіальних громад Сумської області», село увійшло до складу Ямпільської селищної громади.
19 липня 2020 року, в результаті адміністративно-територіальної реформи та ліквідації Ямпільського району, село увійшло до складу новоутвореного Шосткинського району.

## Відомі мешканці

### Уродженці
- Черненко Семен Федорович (1877—1974) — український селекціонер-плодоовочевник, доктор сільськогосподарських наук, професор, Герой Соціалістичної Праці. Автор понад 60 сортів яблунь та 10 сортів груші.